# J. Clyde Mitchell
James Clyde Mitchell (* 21. Juni 1918 in Pietermaritzburg; † 15. November 1995) war ein britischer Ethnologe (Social Anthropologist). Er war ein bedeutender Vertreter der Manchester School.
Er erforschte in den 1940er bis 1960er Jahren u. a. am Rhodes-Livingstone Institute in Lusaka (Sambia) die Beziehungen zwischen den Clans der Lakeside Tonga und das magische Handeln bei den Yao. In der sambischen Bergbauregion Copperbelt erkundete er städtische Innovationen großer Tanzvorführungen (The Kalela Dance). Seine Beherrschung der Statistik beeinflusste (noch vor der Soziologie) die in der Ethnologie gepflegten Studien sozialer Netzwerke stark.
Er war Rektor der Universität in Salisbury (heute Harare), wandte sich nach der Revolte der weißen Siedler in Südrhodesien (siehe Geschichte Simbabwes) nach England und wurde dort Leiter der London School of Economics and Political Science.

## Veröffentlichungen
- The Kalela dance: Aspects of social relationships among urban Africans in Northern Rhodesia, Manchester: Manchester University Press, 1956
- The Yao village: A study in the social structure of a Malawian tribe Manchester: Manchester University Press, 1956, 1966, 1971
- Social Networks in urban situations: Analyses of personal relationships in Central African towns, Manchester: University Press, 1969
- Networks, norms, and institutions, 1973
- Configurational similarity in three class contexts in British society. In: Sociology, Vol. 19, 1985
- Vorwort, in: Cities, society, and social perception: A Central African perspective  von Bruce Kapferer, Oxford University Press (1987)